# Sojuz 34
Sojuz 34 (ryska: Союз-34) var en flygning i det sovjetiska rymdprogrammet. Flygningen gick till Saljut 6. Farkosten sköts upp med en Sojuz-U-raket från Kosmodromen i Bajkonur den 6 juni 1979. Den dockade med rymdstationen den 8 juni 1979. Den 14 juni 1979 flyttades farkosten från rymdstationens akterport till stationens främre dockningsport. Farkosten lämnade rymdstationen den 19 augusti 1979. Några timmar senare återinträdde den i jordens atmosfär och landade i Sovjetunionen.
På grund av problemen med Sojuzfarkostens servicemodul under flygningen med Sojuz 33, hade Sojuz 34:s servicemodul genomgått modifieringar. 
Sojuz 34 sköts upp obemannad och landade med Vladimir Lyakhov och Valery Ryumin som skjutits upp med Sojuz 32.